# Leucadendron microcephalum
Leucadendron microcephalum là một loài thực vật có hoa trong họ Quắn hoa. Loài này được Gand. & Schinz miêu tả khoa học đầu tiên năm 1913.